# Sint-Calixtusbasiliek
De Sint-Calixtusbasiliek is een katholieke kerk in de Nederlandse plaats Groenlo (provincie Gelderland), gebouwd tussen 1906 en 1908. De architecten waren Jos Cuypers en Jan Stuyt die veel katholieke gebouwen hebben ontworpen, veelal in neogotische stijl. De kerk is in Groenlo en omstreken bekend als de Nieuwe Calixtuskerk. Net als de nog bestaande Oude Calixtuskerk in Groenlo is de kerk vernoemd naar paus Calixtus I. In 2014 verhief paus Franciscus de kerk tot basiliek.
Net als de Sint-Werenfriduskerk in Zieuwent, wordt de kerk lokaal de "kathedraal van de Achterhoek" genoemd.

## Geschiedenis
Na 1406 maakte Groenlo deel uit van het leengebied van de bisschop van Münster. De bisschop stichtte diverse nieuwe kerken in zijn leengebied, waaronder één in Groenlo, de huidige Oude Calixtuskerk. Het parochiegebied van die kerk kwam sterk overeen met de tegenwoordige gemeente Oost Gelre. Naast dit gebied viel ook het dorp Beltrum onder de parochie. Tijdens de Tachtigjarige Oorlog wisselde het gepredikte geloof in de kerk een aantal malen tussen het oorspronkelijke katholicisme en het protestantisme. Na het Beleg van Groenlo in 1627 ging de Sint Calixuskerk 'door het reght van overwinninghee' op de Spaanse bezetter, naar de Protestantse gemeenschap.

De bisschop van Münster, Bernard von Galen, vergrootte zijn invloed op de regio gedurende de jaren 1660, waarmee ook het katholieke geloof weer beleden mocht worden. De Calixtuskerk kwam na 1674 definitief in handen van de gereformeerden, nadat de bisschop van Münster zijn troepen terugtrok uit Groenlo die daar al sinds het Beleg van Groenlo in 1672 gelegerd waren. De katholieken hadden nu geen eigen kerk meer en het openlijk uitoefenen van het katholieke geloof was verboden in de Republiek der Verenigde Nederlanden. De bisschop van Münster bedacht diverse oplossingen om de katholieken in Groenlo te voorzien van kerkelijke missen, waaronder het in het geheimhouden van geloofsdiensten vlak buiten de stad. Het gebied van Grol viel op kerkelijk vlak dan ook onder toezicht van het bisdom Münster. Daarnaast gaf het bisdom Münster de franciscanen uit Bocholt opdracht om een kerstnachtmis in de open lucht te houden. Net over de grens met Duitsland, zodat de katholieken daar hun geloof konden belijden. Dit was zo’n succes dat uiteindelijk in Zwillbrock een kapel werd gebouwd voor de Nederlandse katholieken. In de 18e eeuw werd bij de kapel een volwaardige kerk, de Sint-Franciscuskerk, gebouwd. Pas in 1823 is de kerk volledig los van het bisdom Münster.
In Nederland werd het katholicisme steeds meer gedoogd. Er werden schuurkerken gebouwd bij boerderijen in de omgeving van Groenlo, maar binnen de stadsgrachten bleef dit nog lange tijd verboden door het protestantse stadsbestuur. In 1784 kregen de katholieken ten slotte toestemming om een kerk te bouwen binnen de stadsgracht, maar zonder uiterlijke kenmerken. Deze kerk, die meer een schuurkerk was, werd in 1785 in gebruik genomen. In de tijd van de Bataafse Republiek werd een voorstel verworpen om van de kerk een simultaankerk te maken voor beide geloofsgemeenschappen.
In 1842 werd met steun van de overheid voor de Groenlose katholieken een waterstaatskerkje gebouwd. Die was in de twintigste eeuw oud en vervallen geraakt, en door aanwas van nieuwe gelovigen bovendien te klein geworden. Ten slotte bouwden de katholieken zelf (waaronder veel inwoners van Groenlo) begin 20e eeuw de Nieuwe Calixtuskerk, die op 16 juli 1908 klaar was. Om ruimte voor de bouw te creëren werd de kerkwal, overblijfsel van de vestingwerken van Groenlo, tot verdriet van veel Grollenaren geslecht. Op 25 juli 1908 werd de kerk ingewijd en in gebruik genomen. Het bouwen van het kerkgebouw heeft destijds 128.000 gulden gekost. Het altaar van de kerk met altaarkasten, is van 1909 tot 1911 gefaseerd ingevoerd, vanwege de hoge kosten. Tot eind jaren 30 werd de kerk steeds verder verfraaid. Heel even heeft Groenlo 3 kerken gehad, totdat in september 1908 de waterstaatskerk werd afgebroken.
Van de jaren 60 tot aan ongeveer de eeuwwisseling heeft Groenlo nog eens een derde kerk gehad. Deze kerk was eveneens een katholieke kerk, en stond aan de Ruurloseweg.
In februari 1943 werden de twee kerkklokken (Edelbrock klokken) gevorderd door de Duitse bezetter en omgegoten tot oorlogsmaterieel. Op de dag van de bevrijding van Groenlo, 31 maart 1945, wordt de toren van de kerk nog doorboord door granaatvuur van de Engelse troepen, die dachten dat er zich Duitsers schuil hielden. In 1947 waren er met ingezameld geld, en een eigen bijdrage van deken Hooijman, drie nieuwe klokken geïnstalleerd.

## Huidig gebruik
De kerk wordt door de katholieke gemeenschap in Groenlo gebruikt. In het weekend zijn er de wekelijkse missen. Door de week kan de 78 meter hoge toren beklommen worden, waarna men de omgeving kan bekijken tot ruim 20 km. In de kerk bevindt zich het Adema-orgel dat in 1993 is geplaatst. Het is afkomstig uit de kerk De Liefde in Amsterdam.

Op 12 augustus 2014 werd bekendgemaakt dat paus Franciscus de kerk had verheven tot basiliek. De aartsbisschop van Utrecht, kardinaal Wim Eijk, heeft de verheffing op 11 januari 2015 geproclameerd. Het Aartsbisdom Utrecht had hiervoor nog zeven basilieken: in Almelo, Hengelo, Oldenzaal, Raalte, Tubbergen en Zwolle in Overijssel en IJsselstein in de provincie Utrecht. De provincie Gelderland had sinds 2013 geen basiliek meer, nadat de Sint-Walburgisbasiliek in Arnhem aan de eredienst was onttrokken en teruggebracht tot gewoon kerkgebouw.

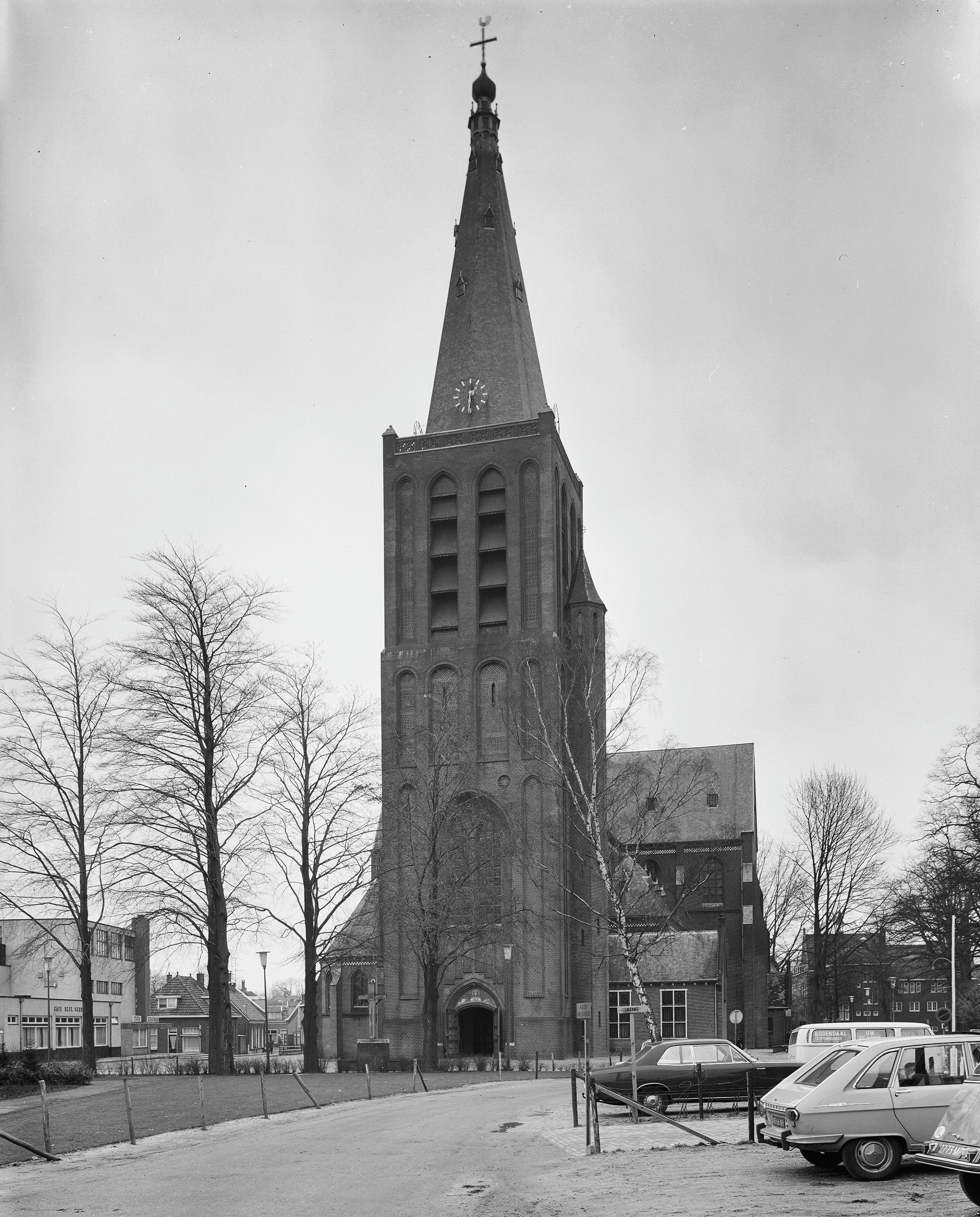
Exterieur (1971)
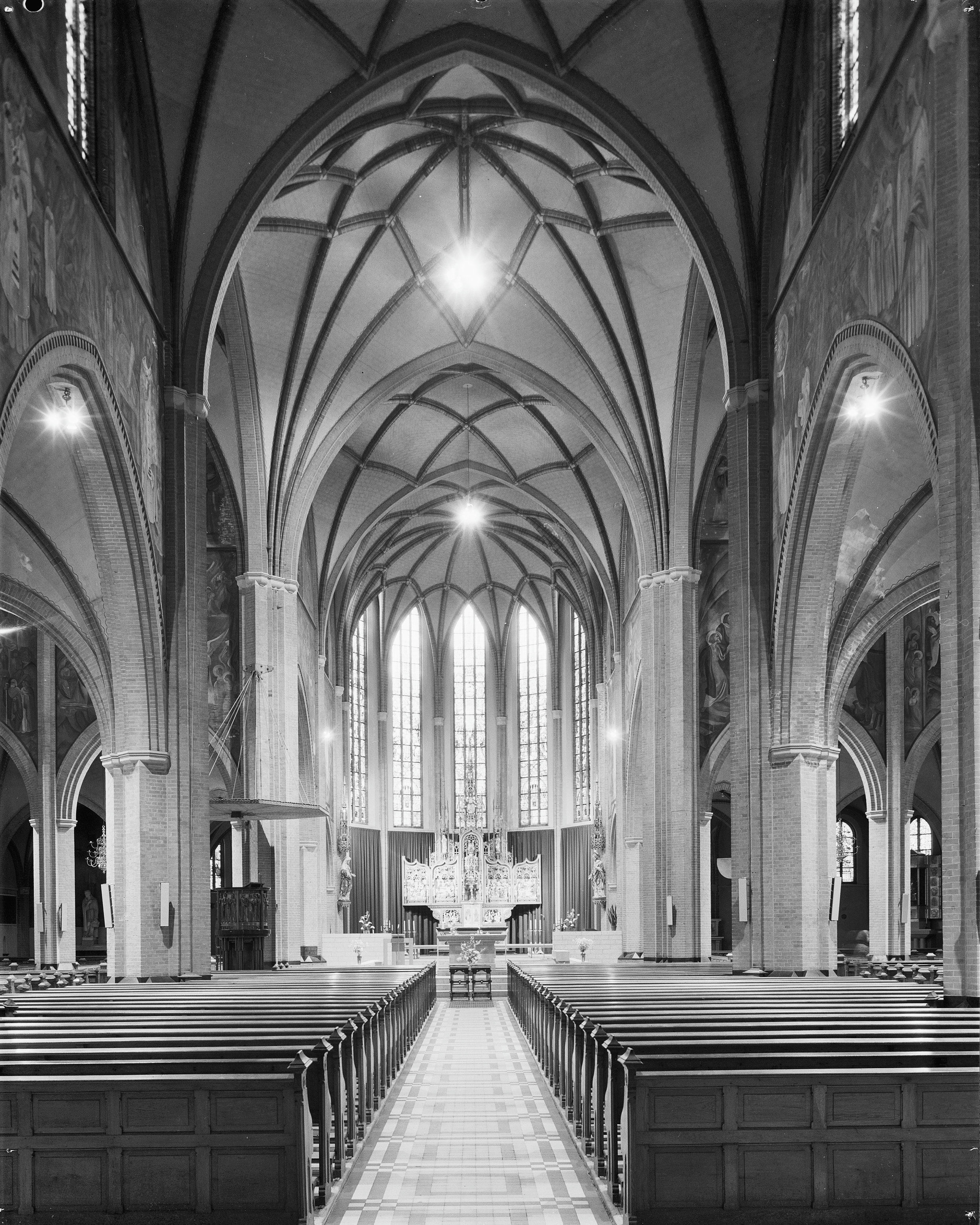
Interieur (1971)
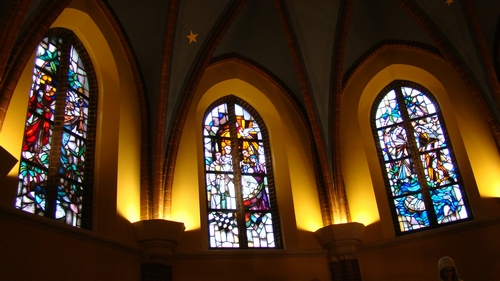
Interieur (2008)
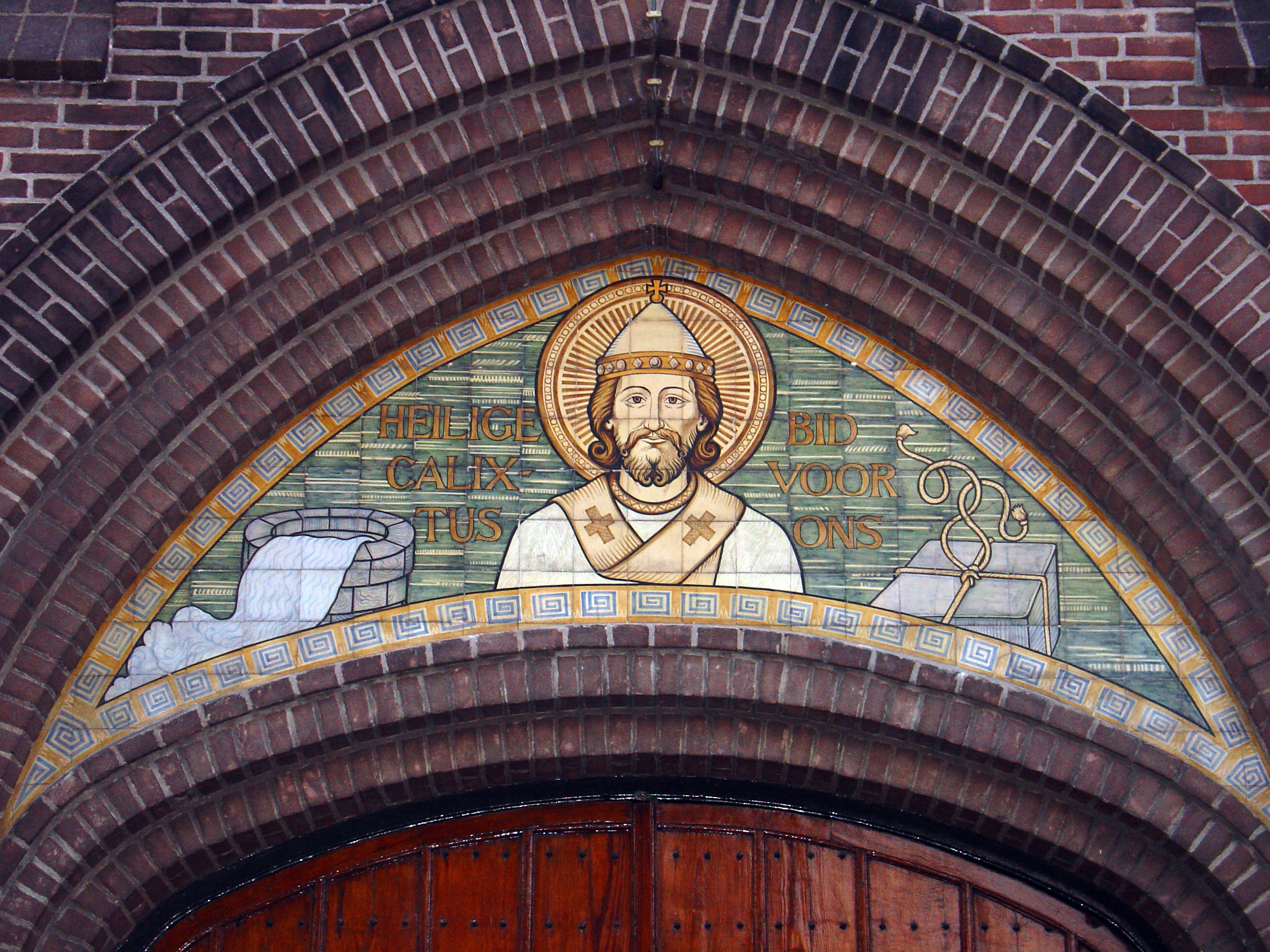
Versiering boven de ingang van de kerk: "Heilige Calixtus Bid Voor Ons"

Sint-Georgiusbasiliek (Almelo) · Co-kathedrale basiliek van de Heilige Nicolaas (Amsterdam) · Sint-Franciscusbasiliek (Bolsward) · Sint-Petrusbasiliek (Boxmeer) · Sint-Petrusbasiliek (Boxtel) · Sint-Janskathedraal (Den Bosch) · Sint-Calixtusbasiliek (Groenlo) · Kathedrale basiliek Sint Bavo (Haarlem) · Sint-Lambertusbasiliek (Hengelo Ov) · Sint-Willibrordusbasiliek (Hulst) · Sint-Nicolaasbasiliek (IJsselstein) · Sint-Jansbasiliek (Laren NH) · Onze-Lieve-Vrouwebasiliek (Maastricht) · Sint-Servaasbasiliek (Maastricht) · Basiliek van het H. Sacrament (Meerssen) · Sint-Petrusbasiliek (Oirschot) · Sint-Plechelmusbasiliek (Oldenzaal) · Sint-Jansbasiliek (Oosterhout NB) · Basiliek van de H.H. Agatha en Barbara (Oudenbosch) · Basiliek van de Heilige Kruisverheffing (Raalte) · Sint-Liduinabasiliek (Schiedam) · Basiliek van de H.H. Wiro, Plechelmus en Otgerus (Sint Odiliënberg)  · Basiliek van Onze-Lieve-Vrouw van het Heilig Hart (Sittard) · Sint-Amelbergabasiliek (Susteren) · Sint-Pancratiusbasiliek (Tubbergen) · Sint-Martinusbasiliek (Venlo) · Basiliek van Onze-Lieve-Vrouw-ten-Hemelopneming (Zwolle)